# Fäbodtjärnen (Dorotea socken, Lappland)
Fäbodtjärnen är en sjö i Dorotea kommun i Lappland och ingår i Ångermanälvens huvudavrinningsområde.